# مندن (داکوتای شمالی)
مندن(به انگلیسی: Mandan) شهری در ایالت داکوتای شمالی کشور ایالات متحده آمریکا است که جمعیت آن در سرشماری سال ۲۰۱۰ میلادی، ۱۸٬۳۳۱ نفر بوده‌است.